# Цурканович, Илларион Юрьевич
Илларио́н Ю́рьевич Цуркано́вич (чеш. Ilarion Curkanovič; 12 января 1878, село Давыдовцы, Буковина — 1947, Прага) — общественный и политический деятель русского движения в Подкарпатской Руси.

## Биография
Родился 12 января 1878 года в селе Давыдовцы на Буковине в русинской семье.
Учился в гимназиях городов Черновцы и Радауты, закончил Черновицкий университет.
Был членом студенческой русской организации «Карпаты», редактором газеты «Народная воля» (Черновцы). Как журналист он освещал Мармарош-Сигетские процессы, инспирированные властями Австро-Венгрии против православных закарпатских крестьян (1904 и 1913—1914).
В начале Первой мировой войны был арестован как деятель русского движения, приговорён к смертной казни. Амнистирован в 1917 году императором Карлом I.
В 1919 году вступил в чехословацкую армию, в её рядах оказался в Подкарпатской Руси, где и поселился. Вместе с Андреем Гагатко и Антоном Бескидом боролся против галицких и местных украинофилов.
Принимал участие в создании Карпаторусской трудовой партии, был редактором партийной газеты «Русская земля» в 1923, 1925—1938 годах, представлял КПТ в чехословацком сенате в 1929—1935 годах. Некоторое время Илларион Цурканович редактировал партийную газету «Русская правда» (издатель Евгений Геровский), внепартийную газету русского направления «Русский народный голос» (до этого был в составе издательского комитета), был директором типографии общества «Школьная помощь», которое занималось устройством интернатов и помощью малоимущим студентам.
После аннексии Подкарпатской Руси Венгрией в 1939 году уехал в Прагу. После войны в обстановке подъёма интереса к русскому языку издал в Праге пособие по русской грамматике. Умер в 1947 году в Праге.

## Сочинения
- CURKANOVIČ, H.J.: Ideové směrnice karpatoruských politických stran. Ústřední svaz československého studentstva. Praha, 1931
- Русская грамматика в сокращении для учителей и учащихся — Прага